# Frankfurt-Niederrad (stacja kolejowa)
Frankfurt-Niederrad – stacja kolejowa we Frankfurcie nad Menem, w kraju związkowym Hesja, w Niemczech. Znajdują się tu 2 perony.